# 蓮 (駆逐艦)
| 昭和3年、溏沽に停泊中の「蓮」 |                                                         |
| 艦歴                          |                                                         |
| 計画                          | 1917年度（八四艦隊計画）                                |
| 起工                          | 1921年3月2日                                            |
| 進水                          | 1921年12月8日                                           |
| 就役                          | 1922年7月31日                                           |
| 除籍                          | 1945年10月25日                                          |
| その後                        | 船体は福井県四箇浦港の防波堤                            |
| 性能諸元                      |                                                         |
| 排水量                        | 基準：770t                                              |
| 全長                          | 83.82m                                                  |
| 全幅                          | 7.93m                                                   |
| 吃水                          | 2.44m                                                   |
| 主缶                          | ロ号艦本式罐・重油焚3缶                                 |
| 主機                          | パーソンス式オールギヤードタービン2基2軸 21,500hp       |
| 最大速力                      | 36.0kt                                                  |
| 航続距離                      | 14ktで3000海里                                          |
| 燃料                          | 重油250t                                                |
| 乗員                          | 107名                                                   |
| 兵装                          | 12cm単装砲3門 53cm連装魚雷発射管2基4門 6.5mm単装機銃2基 |

蓮（はす）は、日本海軍の駆逐艦。樅型駆逐艦の17番艦である。

## 艦歴
1921年（大正10年）3月2日、浦賀船渠で起工。12月8日進水。1922年（大正11年）7月31日竣工。
1937年（昭和12年）、日中戦争に参戦。
1941年（昭和16年）12月8日、太平洋戦争に参戦。上海において巡洋艦「出雲」、砲艦「鳥羽」と共に、イギリス砲艦「ペテレル」 (HMS Peterel) を撃沈し、米砲艦「ウェーク」を捕獲した。その後、上海方面での船団護衛、哨戒作戦に従事。
1942年12月21日に「蓮」と駆逐艦「栗」は第六師団の輸送である六号輸送の第一船団（「神愛丸」、「第一眞盛丸」、「旭盛丸」、「乾坤丸」、「妙法丸」）と第二船団（「大井川丸」、「大平丸」、「帝洋丸」、「加茂丸」、「明宇丸」）計12隻（2隻船名不詳）を護衛して上海の呉淞を出発し、12月24日に馬公に到着した。
1944年（昭和19年）8月2日、揚子江で触雷し、上海に曳航され約一ヶ月間修理を実施。9月3日、修理を終えて現場に復帰。
1945年（昭和20年）1月15日、香港で米空母艦載機の攻撃を受け損傷。上海で修理。2月16日、偶然に、北号作戦で北上する第四航空戦隊と遭遇。感激した「蓮」の堀之内艦長は四航戦からの誰何信号に「われ蓮、今より貴隊を護衛せんとす」と発信して艦隊の右正横3000mに占位したが、当時荒天ということもあり戦艦中心の艦隊速力について行けず、「蓮」は30分程で後落した。6月25日、青島に回航。その後、大連と上海間における船団護衛、輸送任務に従事。
8月15日、青島で終戦を迎える。
9月中旬に日本に回航され、佐世保港に繋留。復員輸送に従事の計画であったが、再整備費用が多額を見積もられたため中止となる。
1948年（昭和23年）4月、佐世保港で解体され、船体は福井県丹生郡越前町四箇浦港の防波堤として使用された、とされることが多いが、遺構はなくまた、実際に現地で使用された記録は無いため、計画のみであったと推測されている。

## 歴代艦長
※『艦長たちの軍艦史』375-376頁による。

### 艤装員長
- 斎藤二朗 少佐：1922年3月1日 - 1922年7月31日

### 駆逐艦長
- 斎藤二朗 少佐：1922年7月31日 - 1923年11月1日
- （心得）直塚八郎 大尉：1923年12月1日 - 1924年12月1日
- 直塚八郎 少佐：1924年12月1日 - 1925年5月1日[3]
- 伊藤皎 大尉：1925年5月1日 - 1927年11月1日
- 井原美岐雄 少佐：1927年11月1日 - 1929年9月5日
- 伊集院松治 少佐：1929年9月5日 - 1931年12月1日
- 竹内馨 少佐：1931年12月1日 - 1932年4月23日
- 山田勇助 大尉：1932年4月23日 - 1933年5月25日
- 戸村清 大尉：1933年5月25日 - 1933年11月1日[4]
- 河合秀夫 大尉：1933年11月1日[4] - 1935年10月31日[5]（1935年10月8日死去）
- 鈴木正金 少佐：1935年10月31日[5] - 1936年1月6日[6]
- 戸村清 少佐：1936年1月6日[6] - 1937年6月1日[7]
- 塚本守太郎 少佐：1937年6月1日 - 1937年12月1日[8]
- 松元秀志 少佐：1937年12月1日 - 1938年12月1日[9]
- 瀬尾昇 少佐：1938年12月1日 - 1939年9月25日[10]
- 笹川博 少佐：1939年9月25日 - 1940年10月15日[11]
- 松田九郎 少佐：1940年10月15日 - 1941年8月20日[12]
- 井内儀三郎 大尉：1941年8月20日 -
- 堀江弘 大尉：1942年10月20日 -
- 堀之内芳郎 大尉：1943年10月25日 -
- 中村苫夫 少佐：1945年5月15日 -